# Dorian Godon
Dorian Godon (Vitry-sur-Seine, 25 de mayo de 1996) es un ciclista francés, miembro del equipo Decathlon AG2R La Mondiale Team.

## Palmarés
2018
- 1 etapa de la Boucles de la Mayenne

2019
- 1 etapa de la Boucles de la Mayenne

2020
- París-Camembert

2021
- París-Camembert
- 1 etapa del Tour de Limousin
- Tour de Doubs
- Copa de Francia[2]

2023
- Flecha Brabanzona
- Giro del Veneto

2024
- 2 etapas del Tour de Romandía

2025
- 1 etapa del Tour de los Alpes Marítimos
- Campeonato de Francia en Ruta

## Resultados en Grandes Vueltas
| Carrera | Carrera         | 2017 | 2018 | 2019 | 2020 | 2021 | 2022 | 2023 | 2024 | 2025 |
| ------- | --------------- | ---- | ---- | ---- | ---- | ---- | ---- | ---- | ---- | ---- |
|         | Giro de Italia  | —    | —    | —    | —    | —    | —    | —    | —    | 84.º |
|         | Tour de Francia | —    | —    | —    | —    | 75.º | —    | —    | 82.º | —    |
|         | Vuelta a España | —    | —    | 77.º | 38.º | —    | —    | 51.º | —    | —    |

—: no participa

Ab.: abandono

## Equipos
- Cofidis, Solutions Crédits[3]  (08.2016[4] -2018)
- AG2R (2019-)
  - AG2R LA Mondiale (2019-2020)
  - AG2R Citroën Team (2021-2023)
  - Decathlon AG2R La Mondiale Team (2024-)